# Bernardo Alberto Houssay
Bernardo Alberto Houssay (Buenos Aires, 10. travnja, 1887. – Buenos Aires, 21. rujna, 1971.)  argentinski fiziolog koji je (zajedno s Carlom i Gerty Cori) 1947. dobio Nobelovu nagradu za fiziologiju ili medicinu za svoje otkriće uloge koju imaju 
hormoni hipofize u regulaciji razine šečera (glukoza) u krvi u životinja.
Houssay je također bio vrlo aktivan u promociji vrijednosti znanstvenih istraživanja i medicinske edukacije, ne samo u Argenitni nego i cijeloj Latinskoj Americi.
Umro je 21. rujna, 1971., u Buenos Airesu.

## Rad
Houssay je istraživao mnoga područja fiziologije kao što su živčani sustav, probavni sustav, dišni sustav i kardiovaskularni sustav. Ipak njegov glavni doprinos znanosti, za koji je i dobio Nobelovu nagradu je eksperimentalan dokaz uloge prednjeg režnja hipofize u metabolizmu ugljikohidrata posedno u bolesti 
diabetes mellitus. 1930ih godina demonstrirao je diabetogeni učinak ekstrakata prednjeg režnja hipofize i smanjenje težine diabetesa nakon prednje hipofizektomije. Ovo otkriće potaklo je istraživanje kontrolnog mehanizma lučenja hormona povratnom spregom koji je osnova moderne endokrinologije.

## Vanjske poveznice
- (engl.)Bernardo Alberto Houssay životopis. Nobel Foundacije.